# Ivan Vignjević
Ivan Vignjević (Zavalje kraj Bihaća, 1907. – Zagreb, 7. lipnja 1945.) bio je ustaški ratni zločinac, sudac Kotarskog suda u Kraljevini Jugoslaviji, nakon uspostave NDH imenovan je za predsjednika Pokretnog prijekog suda, krajem rata u svibnju 1945. s vojskom i državnim aparatom se povukao u Austriju, gdje su ga Britanci uhitili i izručili jugoslavenskim vlastima, da bi presudom Vojnog suda II. armije u Zagrebu od 6. lipnja 1945. u postupku vođenom protiv grupe dužnosnika bivše Vlade NDH predvođene osuđen zbog kaznenog djela veleizdaje, ratnog zločina i zločina protiv civilnog stanovništva na smrtnu kaznu.

## Životopis
Rođen je u obitelji Antuna i Fanike Vignjević (u nekim izvorima se spominje prezime Vidnjević) u mjestu Zavalje, pokraj Bihaća, gdje pohađa pučku (osnovnu) školu, a u samom gradu Bihaću završava realnu gimnaziju, da bi u Zagrebu upisao pravni studij na Pravnom fakultetu Sveučilišta u Zagrebu, gdje je i doktorirao, te je u doba Kraljevine Jugoslavije imenovan za suca Kotarskog suda u Zlataru.
Na početku Drugoga svjetskog rata, okupacijom Jugoslavije i uspostavom NDH imenovan je 24. lipnja 1941. predsjednikom Pokretnog prijekog suda, da bi do studenog 1941. dao osuditi više stotina osoba na smrt, a do rujna 1942. dao je na smrt osuditi više od tisuću i dvijestotine osoba, dok su brojni građani bili uzimani kao taoci i strijeljani radi odmazde, kakve je naloge Vignjević izvršavao po uputi čelnika Ustaška nadzorna služba) Eugena Dide Kvaternika.
Pred kraj rata, u svibnju 1945., s vojskom i državnim aparatom NDH povlačio se iz Zagreba, preko Slovenije u Austriju, gdje se namjeravao predati britanskim okupacijskim snagama, koje su ga uhitile 17. svibnja 1945. i izručile jugoslavenskim vlastima već 18. svibnja 1945. s grupom visokih dužnosnika NDH s obiteljima, da bi u Škofjoj Loki 26. svibnja 1945. dio dužnosnika odmah bio razdvojen od članova obitelji, koji su poput Grozde Budak po nekim navodima strijeljani u Crngrobu, dok su ovi po jedinicama KNOJ-a sprovedeni dalje u Ljubljanu na saslušavanje, odakle su ih sproveli u Zagreb, gdje je javni tužitelj Hrvatske Jakov Blažević 1. lipnja 1945. pred Vojnim sudom II. armije u Zagrebu podigao optužnicu br. K. 68/ 1945. protiv desetorice okrivljenih, i to redom pukovnika ustaške vojnice Jurja Juce Rukavine, zatim predsjednika Vlade NDH Nikole Mandića, ministara u Vladi NDH Julija Makanca, Nikole Steinfela i Pavla Cankija, doglavnika NDH Ademage Mešića, domobranskog generala Lavoslava Milića i glavara građanske uprave u Dalmaciji Bruna Nardellija i naposlijetku predsjednika PPS-a Ivana Vidnjevića (dalje protiv Mile Budaka i dr.).
Pred sudskim vijećem Vojnog suda II. armije u Zagrebu, u sastavu vijeća, predsjednik vijeća pukovnik Josip Hrnčević, članovi vijeća Gabrijel Divjanović i Vladimir Ranogajec, da bi se u jednom danu, 6. lipnja 1945., održala glavna rasprava, te je odmah proglašena osuđujuća presuda protiv Mile Budaka i dr., koja se imala izvršiti sutradan, dok se u predmetnom kaznenom postupku okrivljenom Vignjeviću stavljalo na teret da je u razdoblju od 24. lipnja 1941. do 9. svibnja 1945. na smrt osudio i ubio više tisuća muškaraca i žena, građana Demokratske Federativne Jugoslavije, stoga je Vignjević osuđen zbog kaznenog djela veleizdaje, ratnog zločina i zločina protiv civilnog stanovništva na smrtnu kaznu koja se imala izvršiti vješanjem, te trajan gubitak građanske časti i konfiskaciju cjelokupne imovine u korist Narodnooslobodilačkog fronta.